# Fédération Internationale de Volleyball
Fédération Internationale de Volleyball (FIVB) är volleybollens världsorganisation, grundad i Paris i april 1947, med huvudkontor numera i Lausanne i Schweiz och vars president sedan 2012 är Ary Graça. FIVB organiserar volleybollens viktigaste internationella tävlingar som världsmästerskapen (damer och herrar) och, tillsammans med IOK, volleyboll vid sommar-OS.

## Medlemsorganisationer

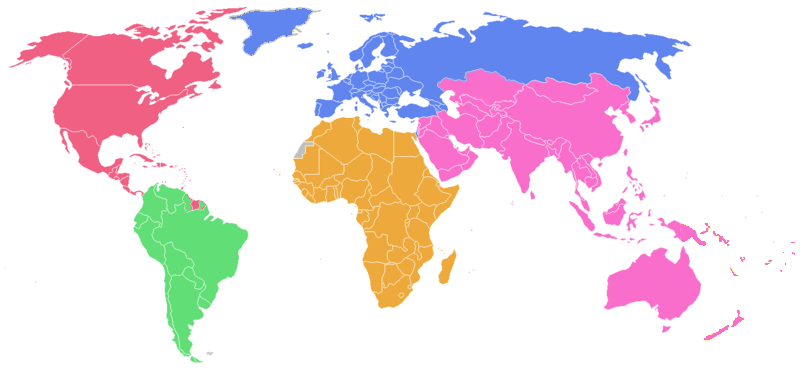
FIVB:s medlemmar

- Confédération Africaine de Volleyball (CAVB)
- Asian Volleyball Confederation (AVC)
- North, Central America and Caribbean Volleyball Confederation (NORCECA)
- Confederación Sudamericana de Voleibol (CSV)
- Confédération Européenne de Volleyball (CEV)

## Medlemmar
- Afrika
  -  Algeriet
  -  Angola
  -  Benin
  -  Botswana
  -  Burkina Faso
  -  Burundi
  -  Centralafrikanska republiken
  -  Djibouti
  -  Egypten
  -  Ekvatorialguinea
  -  Elfenbenskusten
  -  Eritrea
  -  Etiopien
  -  Gambia
  -  Gabon
  -  Ghana
  -  Guinea
  -  Guinea-Bissau
  -  Kamerun
  -  Kap Verde
  -  Kenya
  -  Komorerna
  -  Kongo-Brazzaville
  -  Kongo-Kinshasa
  -  Lesotho
  -  Liberia
  -  Libyen
  -  Madagaskar
  -  Malawi
  -  Mali
  -  Marocko
  -  Mauretanien
  -  Mauritius
  -  Moçambique
  -  Namibia
  -  Niger
  -  Nigeria
  -  Rwanda
  -  São Tomé och Príncipe
  -  Senegal
  -  Seychellerna
  -  Sierra Leone
  -  Somalia
  -  Sudan
  -  Swaziland
  -  Sydafrika
  -  Sydsudan
  -  Tanzania
  -  Tchad
  -  Togo
  -  Tunisien
  -  Uganda
  -  Zambia
  -  Zimbabwe
- Asien
  -  Afghanistan
  -  Amerikanska Samoa
  -  Australien
  -  Bahrain
  -  Bangladesh
  -  Bhutan
  -  Brunei
  -  Cooköarna
  -  Fiji
  -  Filippinerna
  -  Förenade arabemiraten
  -  Guam
  -  Hongkong
  -  Indien
  -  Indonesien
  -  Irak
  -  Iran
  -  Japan
  -  Jemen
  -  Jordanien
  -  Kambodja
  -  Kazakstan
  -  Kina
  -  Kinesiska Taipei
  -  Kirgizistan
  -  Kiribati
  -  Kuwait
  -  Laos
  -  Libanon
  -  Macao
  -  Malaysia
  -  Maldiverna
  -  Marshallöarna
  -  Mikronesien
  -  Myanmar
  -  Mongoliet
  -  Nauru
  -  Nepal
  -  Niue
  -  Nordkorea
  -  Nordmarianerna
  -  Nya Zeeland
  -  Oman
  -  Pakistan
  -  Palau
  -  Palestina
  -  Papua Nya Guinea
  -  Qatar
  -  Salomonöarna
  -  Samoa
  -  Saudiarabien
  -  Singapore
  -  Sri Lanka
  -  Sydkorea
  -  Syrien
  -  Tadzjikistan
  -  Thailand
  -  Tonga
  -  Turkmenistan
  -  Tuvalu
  -  Uzbekistan
  -  Vanuatu
  -  Vietnam
  -  Östtimor
- Europa
  -  Albanien
  -  Andorra
  -  Armenien
  -  Azerbajdzjan
  -  Belgien
  -  Bosnien och Hercegovina
  -  Bulgarien
  -  Cypern
  -  Danmark
  -  England
  -  Estland
  -  Finland
  -  Frankrike
  -  Färöarna
  -  Georgien
  -  Gibraltar
  -  Grekland
  -  Grönland
  -  Irland
  -  Island
  -  Israel
  -  Italien
  -  Kosovo
  -  Kroatien
  -  Lettland
  -  Liechtenstein
  -  Litauen
  -  Luxemburg
  -  Malta
  -  Moldavien
  -  Monaco
  -  Montenegro
  -  Nederländerna
  -  Norge
  -  Nordirland
  -  Nordmakedonien
  -  Portugal
  -  Polen
  -  Rumänien
  -  Ryssland
  -  San Marino
  -  Schweiz
  -  Serbien
  -  Skottland
  -  Slovakien
  -  Slovenien
  -  Spanien
  -  Sverige
  -  Tjeckien
  -  Turkiet
  -  Tyskland
  -  Ukraina
  -  Ungern
  -  Vitryssland
  -  Wales
  -  Österrike
- Nord- och Centralamerika samt Karibien
  -  Amerikanska Jungfruöarna
  -  Anguilla
  -  Antigua och Barbuda
  -  Aruba
  -  Bahamas
  -  Barbados
  -  Belize
  -  Bermuda
  -  Brittiska Jungfruöarna
  -  Caymanöarna
  -  Costa Rica
  -  Dominikanska republiken
  -  El Salvador
  -  Grenada
  -  Guatemala
  -  Haiti
  -  Honduras
  -  Jamaica
  -  Kanada
  -  Kuba
  -  Mexiko
  -  Montserrat
  -  Nederländska Antillerna
  -  Nicaragua
  -  Panama
  -  Puerto Rico
  -  Saint Kitts och Nevis
  -  Saint Lucia
  -  Saint Vincent och Grenadinerna
  -  Surinam
  -  Trinidad och Tobago
  -  USA
- Sydamerika
  -  Argentina
  -  Bolivia
  -  Brasilien
  -  Chile
  -  Colombia
  -  Guyana
  -  Paraguay
  -  Peru
  -  Uruguay
  -  Venezuela

### Fotnoter
1. ↑  ”FIVB History” (på engelska). Fédération Internationale de Volleyball. http://www.fivb.org/EN/FIVB/FIVB_History.asp. Läst 8 november 2015.
2. ↑  ”About the President” (på engelska). Fédération Internationale de Volleyball. https://www.fivb.com/en/thefivb/about. Läst 22 januari 2023.